# Flügelsberg
Flügelsberg ist einer von 44 amtlich benannten Ortsteilen der niederbayerischen Stadt Riedenburg.

## Geografie
Das Dorf befindet sich etwa fünfeinhalb Kilometer nordwestlich des Ortszentrums von Riedenburg auf der Gemarkung Meihern und liegt auf einer Höhe von 478 m ü. NHN.

## Geschichte
Durch die Verwaltungsreformen zu Beginn des 19. Jahrhunderts im Königreich Bayern  wurde die Ortschaft Teil der Landgemeinde Meihern, zu der damals das Kirchdorf Meihern, die Weiler Sankt Gregor und Flügelsberg sowie die Einöde Hennenbügl gehörten. Die Gemeinde Meihern erfuhr 1946 durch die Eingliederung der Gemeinde Deising und im Zuge der kommunalen Gebietsreform in Bayern in den 1970er Jahren mehrere Veränderungen und wurde am 1. Januar 1978 in die Stadt Riedenburg eingegliedert. Im Jahr 1987 zählte Flügelsberg 46 Einwohner.

## Verkehr
Die Anbindung an das öffentliche Straßenverkehrsnetz wird durch eine Gemeindeverbindungsstraße hergestellt, die von der etwa einen halben Kilometer westlich verlaufenden Staatsstraße St 2230 her kommend ein Stück südlich des Ortes vorbeiführt. Von dieser zweigt eine Stichstraße ab, die den südöstlich Ortsrand von Flügelsberg nach etwa 400 Metern erreicht. Eine Zufahrt auf die Bundesautobahn 9 ist an der etwa 16 Kilometer westsüdwestlich der Ortschaft gelegenen Anschlussstelle Denkendorf möglich.

## Sehenswürdigkeiten

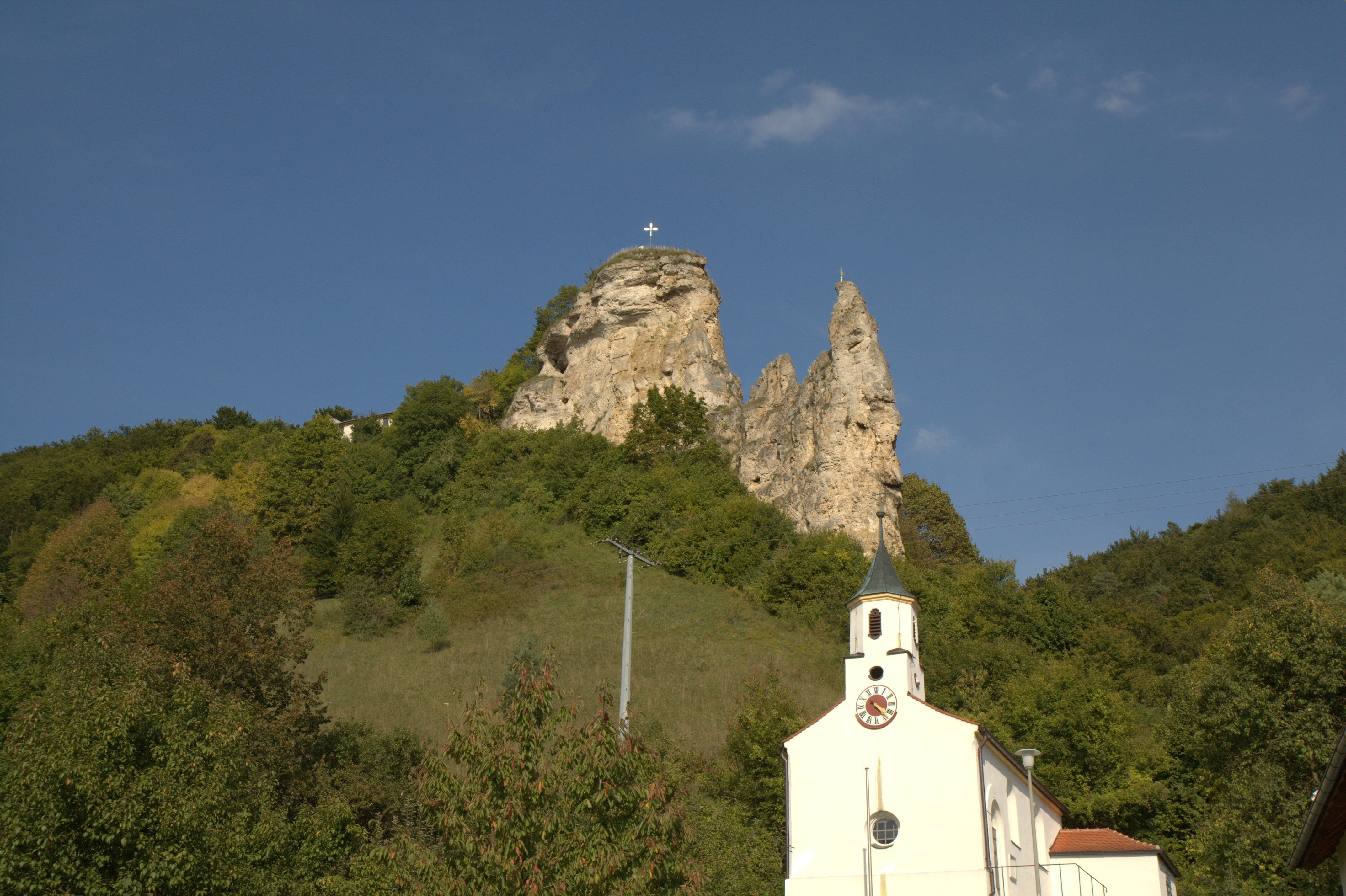
Die Burgruine Wildenstein

In Flügelsberg befinden sich zwei Baudenkmäler, das bedeutendere ist die Burgruine Flügelsberg.
Siehe: Liste der Baudenkmäler in Flügelsberg